# +D
La +D (anche Plus D) è un'interfaccia sviluppata per gli home computer Sinclair ZX Spectrum che permetteva la connessione di unità dischi e stampanti. Fu sviluppata da Miles Gordon Technology (MGT) come erede della DISCiPLE, rispetto alla quale era più piccola, più economica, più semplice e dalla linea più semplice.
Per contenere il costo e le dimensioni, MGT aveva eliminato dalla scheda della DISCiPLE alcune funzionalità quali le porte joystick, il supporto alle reti, il pulsante per disattivare l'interfaccia e la replica della porta di espansione ed aveva rivisto il contenitore scartando quello ingombrante in plastica che restava sotto al computer, sostituendolo con uno metallico più semplice e piatto che sporgeva da dietro lo ZX Spectrum.
La +D offriva solo, oltre al supporto alle unità dischi, una porta Centronics ed il "pulsante magico" per attivare l'interrupt non mascherabile che riversava su disco il contenuto della memoria del computer. Il contenitore era di acciaio che non solo era più resistente di quello della DISCiPLE ma fungeva anche da dissipatore di calore, cosa che aiutava ad aumentare la durata del dispositivo. A parte queste differenze hardware, l'interfaccia era compatibile a livello di software con la precedente.
Il sistema operativo era denominato G+DOS: deriva dal GDOS della DISCiPLE, con cui è compatibile. Il SAMDOS, il sistema operativo del SAM Coupé, è compatibile sia con il G+DOS che con il GDOS.
Negli anni seguenti S.D. Software sviluppò un nuovo sistema operativo chiamato UNI-DOS, compatibile sia con la DISCiPLE che con la +D. Nell'ottobre del 1993 Ruby Biesma pubblicò il libro "The Complete DISCiPLE Disassembly" che documentava il GDOS versione 3d.
La licenza della +D fu in seguito acquistata anche da Datel, che ha continuato a vendere la scheda per diversi anni dopo il fallimento di MGT.